# VID (azienda)
L'AO Telekompanija VID (in russo АО «Телекомпания ВИД», letteralmente "Compagnia televisiva VID"), nota semplicemente come VID, è un gruppo di produzione televisiva russo. La sua sede è a Mosca, all'interno del palazzo Ostankino.
È il maggior produttore di trasmissioni molto popolari in Russia e trasmessi per i canali russi Channel 1 e NTV.
È famosa nel mondo in particolare per il suo logo, che rappresenta una maschera del filosofo taoista Guo Xiang.

## Storia
VID viene fondato dal giornalista Vladislav List'ev il 30 settembre 1990 (anche se alcune fonti risalgono al 1987) per realizzare i programmi televisivi trasmessi inizialmente sul primo canale russo ORT (in seguito diventato Channel 1), poi trasmessi anche sulla tv privata NTV. Realizza molti programmi televisivi, la maggior parte importati dall'Italia, diventati molto famosi nella capitale russa.
Dal 2011, le trasmissioni passano al formato panoramico 16:9, ad eccezione delle sigle, rinnovate nel 2013.

## Programmi televisivi
- Pole Čudes (Поле Чудес), versione russa de La ruota della fortuna, trasmesso su Channel 1 dal 1990, attualmente in onda il venerdì.
- Ždi Menja (Жди меня), versione russa di Chi l'ha visto?, trasmesso su Channel 1 dal 1999 al 2018, attualmente in onda il mercoledì. Ora va in onda su НТВ dal 2018.

## Logo
Il gruppo televisivo divenne molto popolare in tutto il mondo soprattutto per il suo logo, che rappresenta una variante della maschera del filosofo Taoista cinese Guo Xiang, esposta nel Museo Statale d'Arte Orientale di Mosca. Inizialmente List'ev voleva utilizzare il busto come logo, ma il museo impedì l'utilizzo, quindi si è ricorso alla computer grafica.
La sigla alterna il logo a una musica distorta e un'animazione molto semplice. Secondo una leggenda russa, fu realizzato per impedire ai bambini russi di vedere la televisione fino a tardi. Tale sigla divenne molto famosa nel mondo, ma viene anche contestata per il "terrore" che incusse ai bambini dell'epoca.
Durante il decennio realizzò molte varianti della sigla, a volte realizzate per fare ironia sul logo del gruppo, ancora oggi criticato dagli utenti di Internet.
Nel 2000 viene completamente realizzata una sigla più breve e su sfondo giallo. Nel 2013 il logo viene ri-modernizzato, sempre in computer grafica, e la sigla riadattata per il 16:9.